# 阿帕克
阿帕克（法語：Apach，法語發音：[apak]；洛林法兰克语：Opéch）是法国摩泽尔省的一个市镇，属于蒂永维尔区。

## 地理
阿帕克（49°27'32"N, 6°22'29"E）面积3.35 平方千米，位于法国大東部大區摩泽尔省，地处卢、德、法三国交界处。
与阿帕克接壤的市镇（或旧市镇、城区）包括：基尔什莱锡尔克、梅尔斯克韦莱、吕斯特罗夫、锡尔克莱班。
阿帕克的时区为UTC+01:00、UTC+02:00（夏令时）。

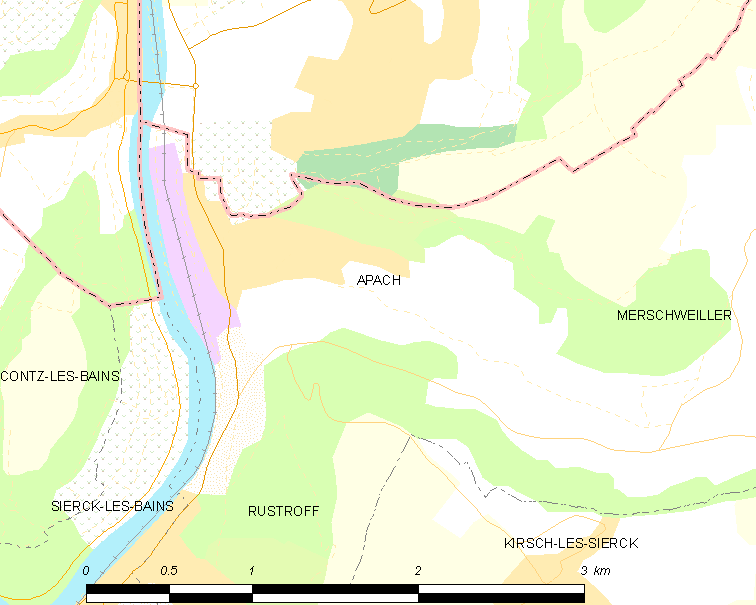
阿帕克的OSM定位图

## 行政
阿帕克的邮政编码为57480，INSEE市镇编码为57026。

## 政治
阿帕克所属的省级选区为布宗维尔县。

## 人口

1962-2008年间阿帕克人口变化图示

阿帕克于2022年1月1日时的人口数量为1072人。